# Antonio da Fabriano
Antonio da Fabriano (Fabriano 1420(?)- 1490 (?)) est un peintre italien, actif dans la région des Marches italiennes au milieu du XVe siècle .

## Biographie
Les dates de sa naissance et de sa mort sont incertaines. 
Antonio da Fabriano fut actif dans sa Ville de Fabriano dans l’actuelle province d’Ancône ainsi qu’à Sassoferrato dans cette même province de la région des Marches.
Un Couronnement de la Vierge à la Casa Morichi lui est attribué, et aussi un Saint Jérôme, avec la date 1451, dans la galerie Fornari à Fabriano, désormais conservée dans la galerie d'art Walters. Il fut un assistant de Gentile da Fabriano.
Il pourrait être Antonellus de Fabriano vivant à Gênes en 1447-1448 et marié à une femme albanaise. Une fresque de Saint Bernardino (1451) à l'église San Francesco à Gualdo Tadino lui est attribuée. 
Un document indique qu'en 1451, Antonio fut payé pour la dorure des chandeliers de la cathédrale de Fabriano. 

## Œuvres
Antonio da Fabriano est célèbre pour son Saint Jérôme à l'étude (1451) aujourd’hui conservé à la  Walters Art Gallery de Baltimore,  pour une Crucifixion (1452) conservée au Musée Piersanti de Matelica, son chef-d'œuvre et pour le triptyque de San Clemente à Genga. Œuvres qui dénotent une culture typiquement nordique et d’influence flamande, ainsi qu'une personnalité qui se démarque nettement de l’environnement des Marches de son époque.[réf. nécessaire]

## Références

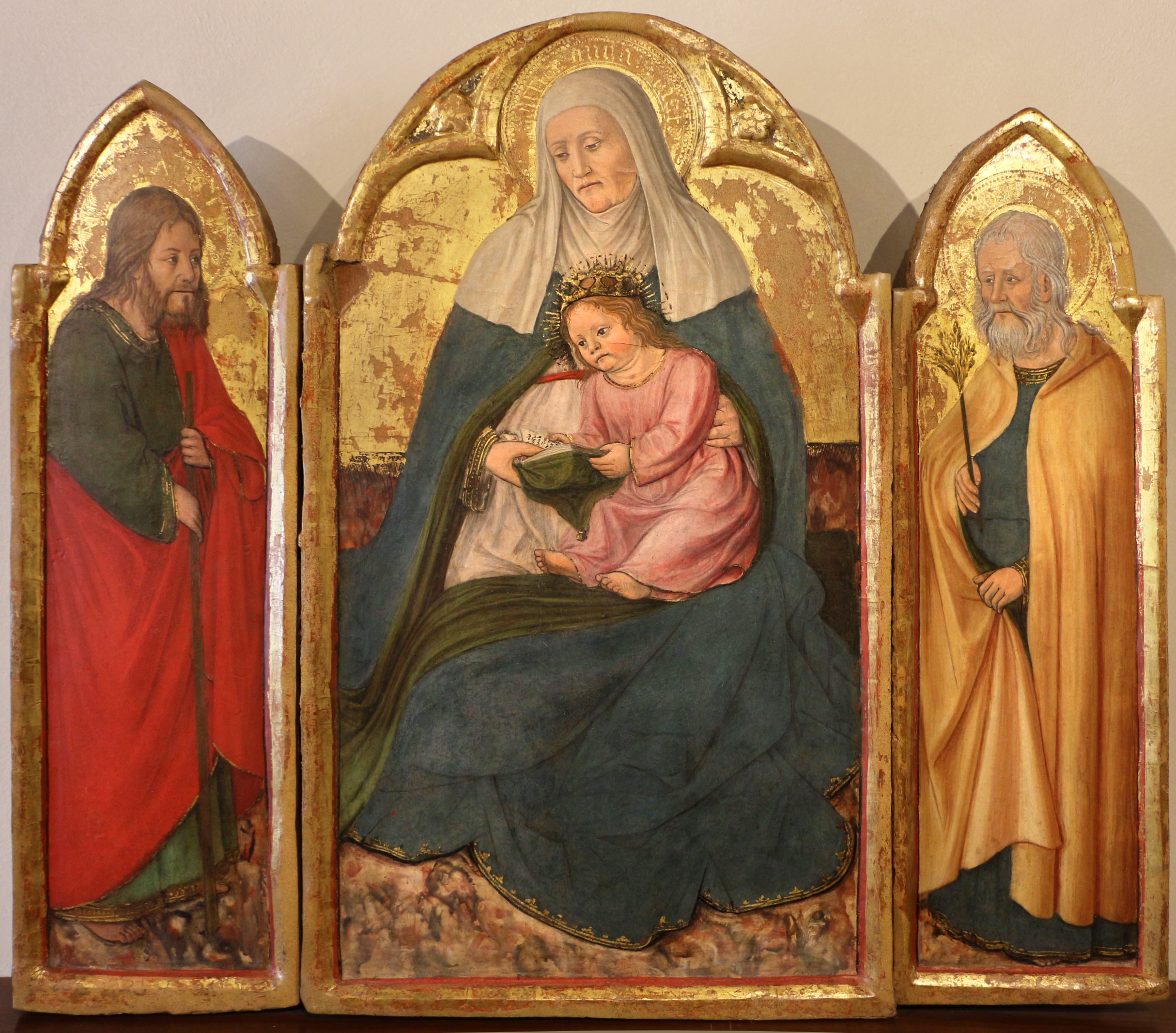
Sainte Anne avec la Vierge-enfant, Saint Joachim et Saint Joseph
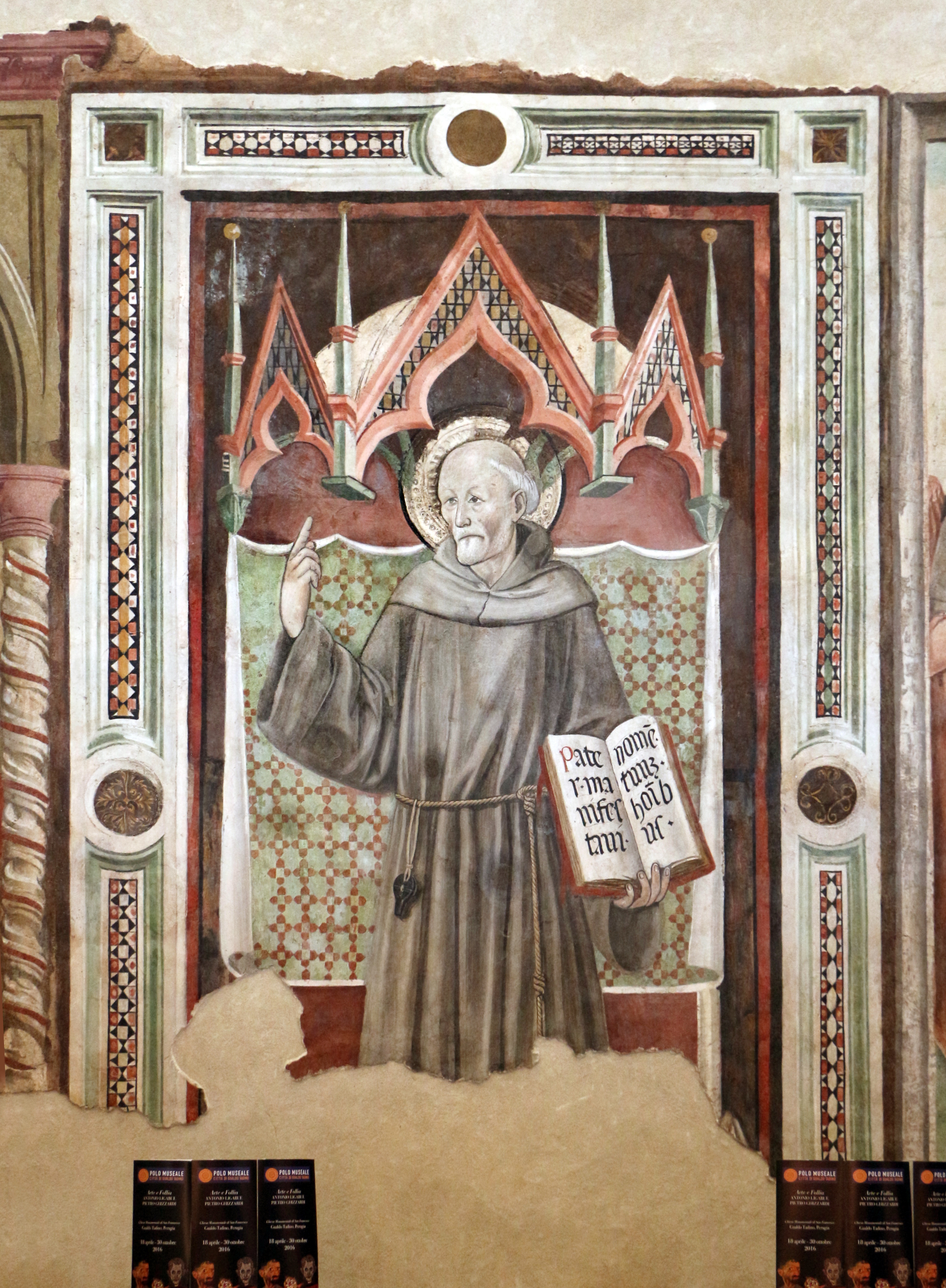
Bernardin de Sienne, 1451
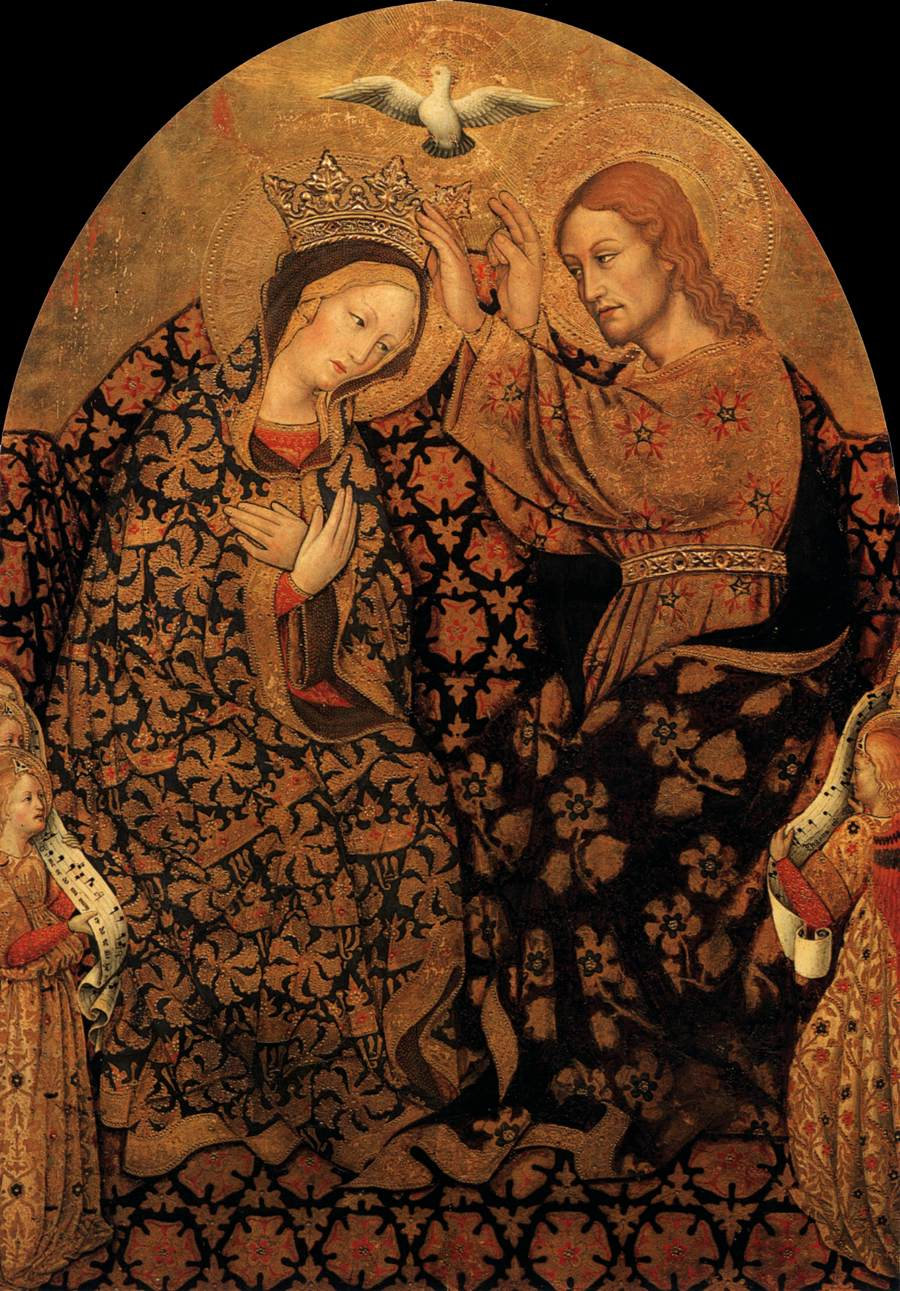
Couronnement de la Vierge, 1452
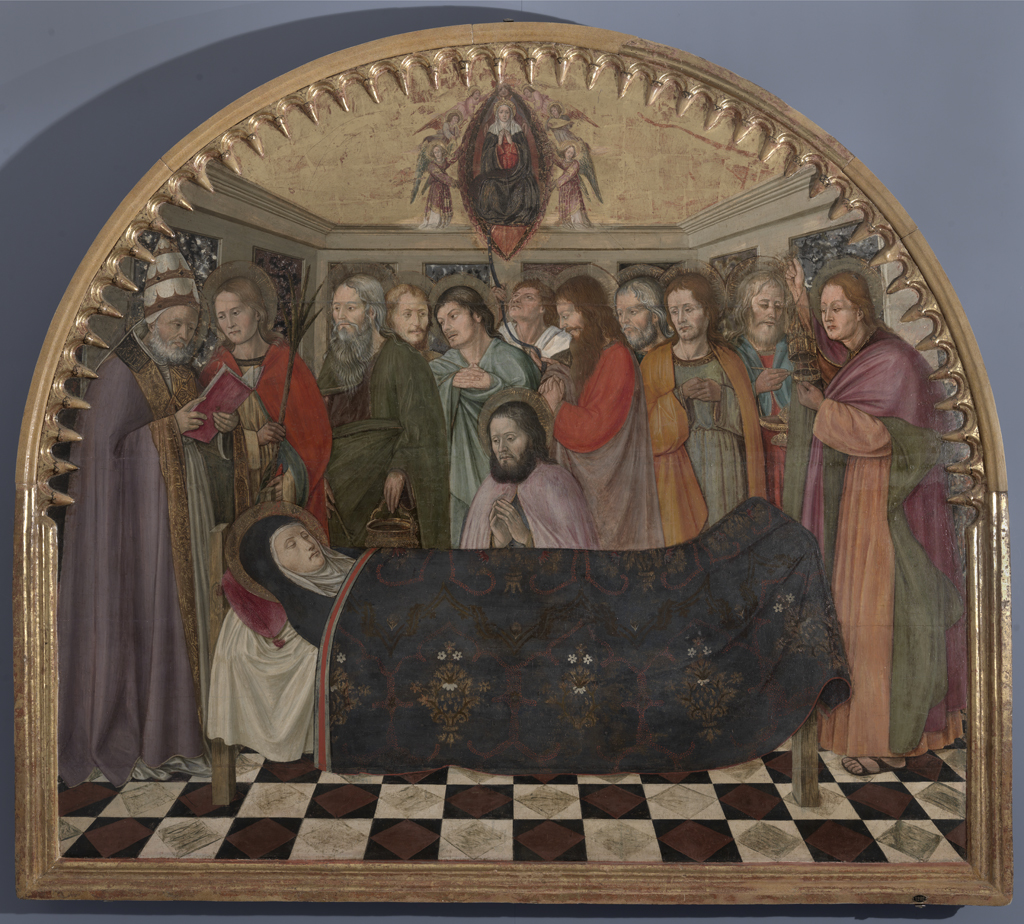
Dormitio Virginis